# 칠탄당
칠탄당(七炭糖, 영어: heptose) 또는 헵토스는 7개의 탄소 원자를 가진 단당류이다.
칠탄당에는 알데하이드 작용기를 가진 알도헵토스(aldoheptose)와 케톤 작용기를 가진 케토헵토스(ketoheptose)가 있다.

## 예시

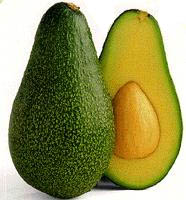
아보카도

자연계에 존재하는 칠탄당의 몇가지 예는 다음과 같다.
- 세도헵툴로스(sedoheptulose) 또는 D-알트로-헵툴로스(D-altro-heptulose)는 지질 A(lipid A) 생합성 과정의 초기 중간 생성물이다.
- 만노헵툴로스(mannoheptulose)는 아보카도(열대 과일의 일종)에서 발견된다.
- L-글리세로-D-만노-헵토스(L-glycero-D-manno-heptose)는 지질 A 생합성 과정의 후기 중간 생성물이다.

케토헵토스는 4개의 키랄 중심을 갖고, 알도헵토스는 5개의 키랄 중심을 갖는다.

### 알토헵토스

글루코헵토스
만노헵토스

### 케토헵토스

세도헵툴로스
만노헵툴로스
탈로헵툴로스
알로헵툴로스